# Jiří Mánek
Jiří Mánek (* 5. září 1972) je český ochránce přírody a manažer. Celý profesní život se věnuje ochraně přírody na Šumavě, od roku 1995 pracoval na Správě NP Šumava, od července 2012 do dubna 2014 ředitel Správy NP a CHKO Šumava, bývalý člen ODS.

## Život
Vyrostl v rodině lesníka na Horské Kvildě. Po absolvování gymnázia ve Vimperku vystudoval Přírodovědeckou fakultu Univerzity Karlovy v Praze, konkrétně Katedru učitelství (obor biologie a chemie) s rozšířením o Katedru ochrany životního prostředí (získal titul Mgr.). Později studoval obor lesní inženýrství na Fakultě lesnické a dřevařské České zemědělské univerzity v Praze.
Od roku 1996 pracoval 10 let na Správě NP a CHKO Šumava, od roku 2004 jako náměstek pro lesní provoz, výzkum a ochranu přírody, za ředitele Pavlíčka. V roce 2006 odešel z NP do soukromého sektoru, pro neshody s ředitelem i vedením MŽP - nechtěl ponechat lesy NP Šumava napospas kůrovci pro plánování příliš rychlého rozšiřování bezzásahovosti.
Následně od roku 2007 vykonával řadu funkcí, provozoval laboratoř zaměřenou na genetiku lesních stromů, angažoval se v šumavské turistice, turistice handicapovaných, dále byl například manažerem informační kampaně České televize pro přechod na digitální vysílání.
V únoru 2011 se stal náměstkem tehdejšího ředitele Správy NP a CHKO Šumava Jana Stráského. Toho pak ve funkci od 1. července 2012 nahradil, když jej do ní jmenoval ministr životního prostředí ČR Tomáš Chalupa.
Na konci dubna 2014 ho odvolal ministr životního prostředí ČR Richard Brabec. Důvodem byly odlišné názory ministerstva životního prostředí na směřování parku. Zejména na podobu Plánu péče a Novely zákona o ochraně přírody.
V červenci 2014 vyšlo najevo, že od dubna 2013 studoval program MBA. Školné ve výši 101 tis. Kč přitom zaplatila Správa NP a CHKO Šumava. Podle Mánka byla podobná školení dříve běžná, podle MŽP ČR si měl studium hradit sám, jelikož po něm tento titul nikdo nevyžadoval.
Dne 28. října 2015 ho prezident Miloš Zeman vyznamenal medailí Za zásluhy.
Od 9. května 2016 je předsedou Turistického spolku Lipenska.
Jiří Mánek je ženatý, má dva syny (Jiří, Ondřej) a jednu dceru (Emma). Jeho koníčkem je sport, zejména běžecké lyžování a biatlon, ke kterým vede nejen své děti, ale vede i vlastní sportovní oddíl ve Čkyni. V roce 2015 se podílel na obnově biatlonového oddílu ve Vimperku a stal se jednatelem biatlonové sekce vimperského Fischer Ski klubu Šumava.

## Politické působení
Byl členem ODS. Členství ve straně načas přerušil kvůli výkonu funkce ředitele Správy NP a CHKO Šumava. V roce 2019 ze strany úplně vystoupil na protest proti vyloučení poslance Václava Klause mladšího z ODS, následně začal spolupracovat s jeho novým hnutím Trikolóra. Aktuálně je bez politické příslušnosti.
V komunálních volbách v roce 2010 kandidoval za ODS do Zastupitelstva obce Čkyně na Prachaticku, ale neuspěl. Nedostal se ani do Zastupitelstva Jihočeského kraje, kam kandidoval v krajských volbách v roce 2012. Ve volbách do Senátu PČR v roce 2014 kandidoval za ODS v obvodu č. 12 – Strakonice. Se ziskem 13,97 % hlasů skončil na 3. místě a nepostoupil tak ani do druhého kola.